# Morenosaurus
Morenosaurus es un género extinto de plesiosaurio del Cretácico de lo que ahora es California. La especie tipo es Morenosaurus stocki, nombrada por primera vez por Samuel Welles en 1943, en honor al Dr. Chester Stock. La especie fue encontrada por Robert Wallace y Arthur Drescher en la región de Panoche Hills del condado de Fresno. El esqueleto que encontraron estaba bastante completo y solo le faltaba la cabeza y partes del cuello y las aletas; la porción conservada del tronco y la cola es de 3.63 metros de largo. El esqueleto se montó originalmente en Caltech, pero ahora se encuentra en el Museo de Historia Natural del Condado de Los Ángeles.
Morenosaurus puede haber sido similar a Elasmosaurus o Thalassomedon, pero los estudios a principios de la década de 2000 indicaron que los fósiles eran demasiado escasos para identificarlos a nivel familiar. [cita requerida]